# Réaction de McMurry
La réaction de McMurry, ou couplage de McMurry, est une réaction entre deux composés carbonylés, en présence de chlorure de titane(IV) ou (III) et d'un agent réducteur, pour former l'alcène correspondant. Cette réaction doit son nom à John E. McMurry, qui l'a co-découverte en 1974.

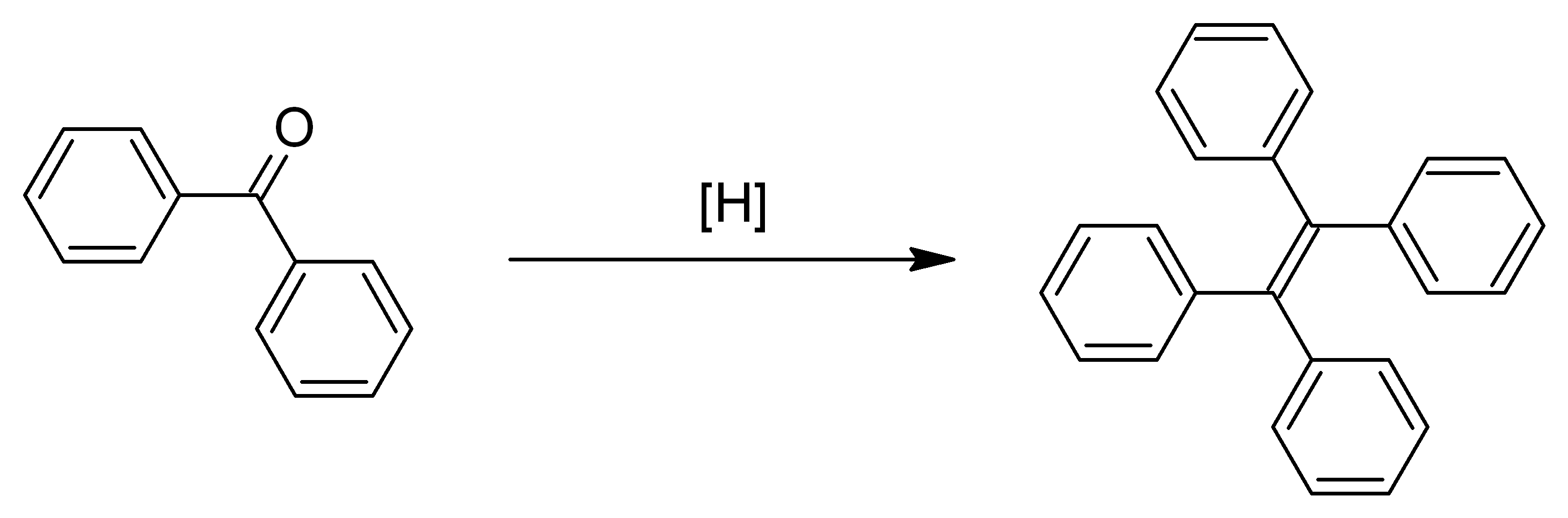
Réaction de McMurry sur la benzophénone.

## Mécanisme
Le mécanisme exact est soumis à débat, cependant, il est clair que la réaction se déroule en deux temps : la formation du pinacol suivie de sa désoxygénation,. À basse température, le pinacol peut d'ailleurs être isolé,.
Le titane actif est au degré d'oxydation 0 ou un mélange de degré d'oxydation 0 et II dépendant des conditions réactionnelles.

## Utilisation en synthèse
La réaction est généralement utilisée pour réaliser des homo-couplages, comme celui du rétinal pour obtenir du β-carotène.
L'une des utilisations particulières de la réaction de McMurry est la formation de cycle avec des rendements intéressants même pour les cycles de taille moyenne.
Le couplage de McMurry est également intéressant car il conserve des rendements satisfaisants même en présence de cétones encombrées,.